# Centronaxa margaritaria
Centronaxa margaritaria là một loài bướm đêm trong họ Geometridae.